# وادي الحبارى
وادي الحبارى هو أحد أودية محافظة المندق التابعة لمنطقة الباحة في المملكة العربية السعودية.